# Carlos Resende
Carlos Alberto da Rocha Resende, nascido a 29 de Maio de 1971, foi um antigo jogador de andebol português. Para muitos considerado um dos melhores andebolistas português de sempre, representou apenas dois clubes a nível sénior: o FC Porto e o ABC de Braga. Como atleta conquistou 7 Campeonatos Nacionais, 5 Taças de Portugal, 1 Supertaça e 3 Taças da Liga. Ao serviço da selecção nacional obteve 250 internacionalizações e participou por quatro vezes em grandes competições internacionais. Em 2000 foi eleito o melhor lateral esquerdo do Europeu da Croácia e foi-lhe atribuída a medalha de mérito desportivo. Começou a sua carreira como treinador em 2006, tendo conquistado três troféus em três anos, ao serviço do FC Porto. É desde 2017 o treinador do Sport Lisboa e Benfica.

## Carreira
Desde cedo um apaixonado pela modalidade, o andebolista nascido em Marvila, Lisboa, começou por representar o Ateneu da Madre Deus, com apenas 8 anos de idade. Já depois do final da sua carreira, esta associação desportiva, localizada na freguesia do Beato, decidiu homenagear Carlos Resende pelo seu percurso no clube, criando um torneio para jovens com o seu nome. Do Ateneu passou para o Sporting CP, com 12 anos, que representou durante 4 temporadas. Sagrou-se campeão de juvenis na sua última época pelo clube de Alvalade (1987/1988).

## FC Porto
Para a temporada seguinte, Carlos Resende mudou-se da capital para o norte do país, passando a representar o FC Porto. Pelos Dragões conquistou um campeonato de juniores logo no ano de estreia. A sua transição para os seniores foi imediata e o atleta fez por justificar a aposta. No entanto, os títulos não apareceram de imediato. Os portistas não eram campeões nacionais desde o longínquo ano de 1968 e não venciam uma prova oficial desde 1980. O lateral esquerdo contribuiu para o recuperar do prestígio da sua equipa e participou na presença do seu clube nos quartos de final da Taça EHF, em 1990. Depois duma longa série de vice-campeonatos, sempre atrás do ABC, em 1993/1994 Carlos Resende conquistou o seu primeiro troféu da carreira, a nível sénior. Na época que marcou a sua despedida dos azuis e brancos, o FC Porto venceu a Taça de Portugal, colocando um ponto final num longo jejum de vitórias. Com o términus da temporada vieram as dúvidas acerca da continuidade da modalidade no clube. Instabilidade administrativa levou à ponderação da extinção do andebol do FC Porto, o que levou o jovem jogador a mudar de ares.

## ABC de Braga
No Minho, o atleta encontrou um clube estável e dominador do panorama nacional. O ABC de Braga tinha conquistado as últimas 4 Taças de Portugal e 3 dos últimos 4 Campeonatos Nacionais. Apesar desse domínio, tinham sofrido um revés na temporada anteior ao perderem o título de campeão para os Belenenses. A contratação de Carlos Resende resultou em pleno e os bracarenses ganharam o nacional de 1994/1995, bem como as 3 edições seguintes, sagrando-se tetra-campeões nacionais. A juntar a estas conquistas, os comandados de Aleksander Donner venceram também 3 Taças de Portugal e 2 Supertaças. 
Os anos de ouro do ABC estavam a chegar ao fim. Depois de 7 campeonatos conquistados em 8 possíveis, os 3 Grandes reaparecem em força, ameaçando a sua supremacia. 1997 marca a sua estreia pela selecção nacional numa grande competição internacional, e logo num Campeonato do Mundo. A prestação da turma das quinas não é famosa, e termina num modesto 19º lugar, com 4 derrotas e uma única vitória (sobre o Brasil). A frustração desportiva continua a nível de clubes, e 1998/1999 termina sem qualquer troféu para o ABC. O FC Porto torna-se no novo campeão nacional, enquanto o Madeira SAD conquista a Taça. No ano seguinte, nova desfeita, com o campeonato a cair para o Sporting CP. Os minhotos vingam-se na prova rainha do desporto nacional, conquistando a oitava Taça de Portugal do seu historial. Uma despedida em beleza para Resende, que deixava o ABC seis épocas depois, com nove troféus oficiais conquistados e participações meritórias na Liga dos Campeões.

## Regresso ao Porto
2000 marca a primeira e única participação do atleta em Campeonatos da Europa. Portugal consegue um brilhante 7º lugar na competição realizada na Croácia e o lateral esquerdo é eleito para o 7 ideal, como o melhor jogador do torneio na sua posição. À felicidade pela equipa nacional, junta-se um regresso a casa. Com estabilidade financeira e directiva, o FC Porto contratou Carlos Resende para ajudar a solidificar a sua aposta no andebol. Seduzido pelo projecto desportivo da sua ex-equipa, o jogador de 29 anos não recusou a proposta e regressou assim ao clube que o lançou para a ribalta. A estreia foi auspiciosa com o triunfo na Supertaça, frente à sua antiga equipa, todavia, a época não correu bem apesar do bom começo. O campeonato escapou para o ABC e a Taça foi ganha pelo Sporting, numa inversão de papéis do que havia sucedido na temporada anterior. Foi apenas um percalço nesta segunda vida da carreira de Carlos Resende. Ao lado de grandes jogadores, como Ricardo Rocha, Rui Rocha, Eduardo Filipe ou Petric, o FC Porto montou uma das melhores equipas de sempre do seu andebol. Sem surpresa os títulos começaram a aparecer, e os Dragões sagraram-se tri-campeões nacionais (2001 a 2004).
Até ao final da sua carreira, em 2006, participa em mais dois Campeonatos do Mundos. Em 2001, em Paris, Portugal acabou eliminado nos oitavos de final, pelo país anfitrião (23-18). Mais interessante foi a participação nacional dois anos depois, numa competição organizada em Portugal. Carlos Resende e os seus colegas de equipa apenas cairam na segunda fase de grupos, conquistando um histórico 12º lugar final. Foi a melhor classificação de sempre da selecção lusa, que venceu 4 jogos e perdeu 4. Ao serviço dos azuis e brancos não voltou a conquistar a prova máxima nacional, vencida por Madeira SAD e ABC, respectivamente. Contudo, o veterano lateral ajudou a sua equipa a vencer a Taça da Liga em 2004/2005 e a Taça de Portugal de 2005/2006, fechando assim com chave de ouro uma carreira cheia de golos e vitórias.«Carlos Alberto da Rocha Resende». 100 anos Académicofc. Consultado em 16 de Setembro de 2012</ref>

## Treinador
Resende mal teve tempo para pensar no final da sua carreira de jogador, porque logo lhe foi endereçado um convite para treinar o FC Porto. A aventura nos azuis e brancos começou com a conquista da Taça de Portugal, ganha por 19-18, numa final empolgante frente ao grande rival, o Benfica. No entanto, o campeonato fugiu para os minhotos do ABC, com o FC Porto a quedar-se num frustrante 3º lugar final. 2007/2008 não traria melhores recordações. O Campeonato Nacional foi ganho pelo Benfica, que não o vencia há 19 anos e a Taça foi perdida na final para o ABC. Carlos Resende e os seus comandados vingaram-se na Taça da Liga, que conquistaram ao bater o Sporting por 23-18 na final. Só faltava a cereja no topo do bolo, a conquista do nacional de andebol e na última época em que treinou os Dragões, isso foi conseguido. Depois de uma temporada empolgante, o FC Porto reconquistou o título que lhe fugia desde 2004, e logo frente aos Encarnados, campeões em título. A difícil vitória só foi possível no último jogo da final, com 26-23 favorável para os portistas. O seu contrato não seria renovado e assim como na sua carreira de andebolista, Carlos Resende despedia-se da melhor forma do clube nortenho.
Em 2011, dois anos depois de ter deixado o FC Porto, aceitou um convite do ABC de Braga para treinar os minhotos e assinou por 2 épocas. Nos dois anos em que esteve parado, Carlos Resende decidiu apostar na sua carreira académica, tendo-se tornado professor de andebol na Faculdade de Desporto da Universidade do Porto e de gestão de desporto no Instituto Superior da Maia.
Em 2017, decidiu aceitar um convite para treinar o Sport Lisboa e Benfica. Na primeira temporada (2017/2018), venceu a Taça de Portugal, tendo vencido o Sporting na final por 31-24. No campeonato, conseguiu o segundo lugar. 
A época de 2018/2019 começou com uma vitória na Supertaça sobre o Sporting por 29-24. 

## Palmarés

### Jogador
FC Porto
- Campeonato Nacional (3): (2001-02, 2002-03 e 2003-04)
- Taça de Portugal (2): (1993/94 e 2005-06)
- Taça da Liga (3): (2002-03, 2003-04 e 2004-05)
- Supertaça de Portugal (1): (2000-01)
- Campeonato Nacional de juniores (1): (1988-89)

ABC de Braga
- Campeonato Nacional (4): (1994-95, 1995-96, 1996-97 e 1997-98)
- Taça de Portugal (3): (1995-96, 1996-97 e 1999-00)
- Supertaça de Portugal (2): (1995-96 e 1997-98)

Sporting
- Campeonato Nacional de juvenis (1): (1987-88)

### Treinador
FC Porto
- Campeonato Nacional (1): (2008-2009)
- Taça de Portugal (1): (2006-2007)
- Taça da Liga (1): (2007-2008)

ABC de Braga
- Taça de Portugal (1):  (2014-2015)
- Campeonato Nacional (1):  (2015-2016)
- EHF Challenge Cup (1):  (2015-2016)
- Supertaça de Portugal (1): (2015-16)

Sport Lisboa e Benfica
- Taça de Portugal (1):  (2017-2018)
- Supertaça de Portugal (1): (2017-2018)